# Pena de mort a França

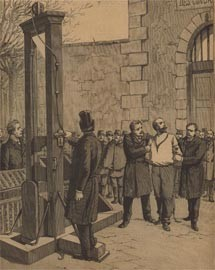
Execució de l'anarquista Auguste Vaillant el 1894

La pena de mort a França és la pena capital, a l'Estat francès al llarg de la seva història i fins a l'actualitat. A França, la pena de mort existeix des de l'origen del país, a l'època medieval, va prendre una gran importància a partir del segle xviii, amb l'ús massiu de la coneguda guillotina, i no es va abolir fins a l'any 1981, ja que era condició necessària i obligatòria perquè França romangués a la Comunitat Europea, i tot i així va ser el darrer dels seus membres a abolir-la.
Tot i que, en 1985, França va haver de signar el protocol número 6 de la Convenció Europea de Drets Humans, segons el qual es compromet a no restablir la pena de mort, hi ha hagut des d'aleshores, i ja llavors va tenir opositors a la signatura, diverses temptatives de restablir la pena capital. Alguns partits i personalitats que es declaren públicament i lluiten pel restabliment de la pena de mort a França són, per exemple, el Front Nacional (FN), liderat per Jean-Marie Le Pen, que va obtenir el 10,44% de vots a les eleccions presidencials de 2007 i té el 4,17% de diputats francesos al parlament europeu des del 2009; el partit Moviment per França, liderat per Philippe de Villiers i que va obtenir el 4,80% de vots francesos a les eleccions europees de 2009; o també l'antic Ministre de l'Interior francès Charles Pasqua.
Un sondeig fet l'any 2006 mostra que el 42% dels francesos són favorables a restablir la pena de mort. Els votants dels partits d'esquerres (partits socialista i comunista) són els menys favorables, però així i tot en són a favor el 30% i el 29% respectivament. L'any 1998 un 46% de la població francesa no es considerava "hostil" a la pena de mort. En canvi, l'opinió pública francesa sol mostrar-se contrària a les penes capitals imputades a francesos a l'estranger, quan cometen delictes en estats on aquesta encara es fa servir.